# Otto Plassmann
Otto Plassmann (* 25. April 1861 in Arnsberg; † 26. Juni 1932 in Emden) war ein deutscher Jurist und erster Oberbürgermeister der Stadt Paderborn.

## Leben
Er war Sohn von Ernst Plassmann (1820–1876), Jurist und Abgeordneter des Preußischen Abgeordnetenhauses, und Ottilie Sommer (1829–1900), der Tochter des Politikers und Juristen Johann Friedrich Joseph Sommer. Sein Bruder war der deutsche Astronom Joseph Plassmann.
Zunächst war Otto Plassmann Amtsrichter in Balve, später Beigeordneter und Zweiter Bürgermeister der Stadt Münster. Von 1895 bis 1919 war er Bürgermeister der Stadt Paderborn, seit 1912 mit dem persönlichen Titel „Oberbürgermeister“. Außerdem war er Vorstandsmitglied des Preußischen Städtetages. Von 1919 bis 1921 war er für die Stinnes AG in Berlin tätig, ab 1921 war er Vorstandsmitglied der Rheinisch-Westfälischen Elektrizitätswerke AG.
Otto Plassman wurde am 27. April 1931 das Ehrenbürgerrecht der Stadt Paderborn verliehen.
Seine 1898 geborene Tochter Margaret heiratete den Regierungsbaumeister Werner Adams.